# Surinaams-Javaans
Het Surinaams-Javaans is de variëteit van het Javaans die in Suriname gesproken wordt. Aan het einde van de 19de en begin van de 20ste eeuw werden duizenden Javanen naar Suriname gehaald om daar als contractarbeider op de plantages te werken. Velen van hen bleven na de afloop van hun contract zodat Suriname een Javaanse bevolkingsgroep kent: de Javaanse Surinamers.
Veel Javaanse Surinamers spreken nog altijd Javaans. Hun taal heeft echter een ontwikkeling doorgemaakt waardoor het afwijkt van het Javaans op Java. Er zijn veel leenwoorden in opgenomen uit andere talen van Suriname, zoals het Nederlands, Sranan en het Sarnami. Het Indonesisch heeft er veel minder invloed op gehad.

## Status
De enige officiële taal van Suriname is het Nederlands. Geen andere taal geniet vergelijkbare erkenning, hoewel het Sranan Tongo als lingua franca dient en daardoor door veel Surinamers, ongeacht hun etniciteit, gesproken. Ook al wordt het door maar een groep, de creolen, als moedertaal gezien.
De status van het Javaans in Suriname heeft in de loop van de geschiedenis gevarieerd. Tijdens de jaren 1950 was het gevoel van de Javanen over hun eigen taal zeer negatief, waardoor de taal niet goed aan de volgende generatie werd doorgegeven en taalkundigen vreesden voor het overleven ervan. In de jaren 1970 begon echter een groep Javaanse intellectuelen het gebruik van het Javaans te stimuleren. Zij richtten de organisatie Pergerakan Permuda Suriname ("Vooruitstrevende Surinaamse Jongeren") op en hiermee begon de taalemancipatie.
Tegenwoordig is het taalverlies min of meer tot stilstand gebracht. De Javanen staan niet meer negatief tegenover hun taal. Ze wordt gebruikt in de media, vooral op de radio, het Javaanse toneel en wordt gehanteerd door alle Javaanse godsdienstige organisaties. Wel wordt het nog maar weinig als schrijftaal gebruikt. Toch heeft de dichter Surianto enkele dichtbundels in het Javaans uitgegeven.
De meeste jonge Javanen zij twee- of zelfs drietalig. Ouders kiezen er vaak voor hun kinderen tweetalig Javaans/Sranan of Javaans/Nederlands op te voeden. Welke taal ze kiezen om naast het Javaans door te geven, hangt van hun maatschappelijke status af. Hoe hoger die is, hoe waarschijnlijk het is dat ze voor het Nederlands, de onderwijstaal, officiële taal en taal met het hogere prestige, kiezen.

## Verschillen met het Indonesisch Javaans
Het Surinaams-Javaans verschilt qua klankleer, morfologie en zinsleer maar weinig van het Indonesisch Javaans. De verschillen beperken zich hoofdzakelijk tot de woordenschat. Het Surinaams-Javaans kent leenwoorden uit het Nederlands, Sranan, Sarnami en andere in Suriname gesproken talen die uiteraard niet voorkomen in het Indonesisch Javaans. Omgekeerd heeft het Indonesisch Javaans veel leenwoorden uit het Indonesisch, de officiële taal van Indonesië opgenomen. Het Surinaams-Javaans heeft meerdere onder de invloed van de Indonesische ambassade in Suriname meerdere Indonesische woorden opgenomen.

### Woordenschat
Hoewel Indonesië ten tijde van de contractarbeid een Nederlandse kolonie was (Nederlands-Indië), zullen maar zeer weinig Javaanse immigranten de Nederlandse taal gekend hebben. Het Nederlandstalig onderwijs was voorbehouden aan een beperkte bovenlaag van de bevolking. Contractarbeiders kwamen vaak uit de laagste sociale klassen. Het Nederlands is echter de officiële taal van Suriname en de moedertaal van zo'n 60% van de Surinamers. Daarnaast is het in alle scholen de voertaal. Het is dus logisch dat het Surinaams-Javaans vele woorden uit het Nederlands heeft opgenomen. Voorbeelden zijn: amer ("hamer"), anduk ("handdoek"), babrik ("fabriek"), kakus ("WC", van kakhuis) en sekaut ("politie-agent", van schout). Omgekeerd heeft de Surinaamse variëteit van het Nederlands, het Surinaams-Nederlands ook woorden uit het Javaans ontleend.
Het Sranantongo was vroeger voornamelijk de moedertaal van de Creolen, maar het diende ook als contacttaal tussen de verschillende bevolkingsgroepen; nu als lingua franca van het land. Hierdoor heeft het Javaans ook uit die taal veel woorden ontleend. Voorbeelden zijn: bakrah ("blanke", van bakra), blangkeman ("zwarte", van blakaman), busi ("bos", van busi), onti ("jagen", van onti) en pernangsi ("plantage", van pernansi).
De officiële taal van Indonesië is het Indonesisch, waardoor het Javaans in Indonesië daarmee in een diglossierelatie staat en er veel leenwoorden uit heeft opgenomen. In Suriname is dit niet het geval, waardoor het Surinaams-Javaans veel minder leenwoorden uit het Indonesisch kent. De Indonesische ambassade in Suriname promoot echter het Indonesisch. Daarnaast komen godsdienstleerkrachten in moskeeën vaak uit Indonesië en spreken hierdoor een Javaans dat met veel Indonesische woorden doorspekt is. Ook kijken Javaanse Surinamers graag Indonesische films. Er was ook veel toeristisch bezoek aan Indonesië, maar dat is minder geworden. Hierdoor kent het Surinaams-Javaans enkele leenwoorden uit het Indonesisch, zoals rapat ("vergadering"), trimah kasi ("dank u wel") en luar negri ("buitenland").
Afgezien van leenwoorden hebben enkele woorden in het Surinaams-Javaans een andere betekenis gekregen. Deze betekenisverschuiving kan klein zijn, zoals bij nduk ("jonge dame" in Suriname - "meisje" in Indonesië) of gagak ("aasgier" in Suriname - "kraai" in Indonesië), maar ook groot, zoals bij ajar ("pak slaag geven" in Suriname - het Indonesisch Javaanse ngajar betekent "onderwijzen"), babu ("oude Hindoestaanse man" in Suriname - "kindermeid/bediende" in Indonesië) of batur ("fundering" in Suriname - "metgezel/knecht" in Indonesië). Daarnaast kent het Surinaams-Javaans ook enkele neologismen, die in Indonesië niet gekend zijn, zoals aratan ("griep"), besar ("directeur"), blakot ("crimineel") en klimar ("ezel").